# Église Notre-Dame de Vailly-sur-Aisne
L'église Notre-Dame est une église située à Vailly-sur-Aisne, en France.

## Localisation
L'église est située sur le territoire de la commune de Vailly-sur-Aisne, dans le département de l'Aisne.

## Historique
Le monument est érigé au 12e siècle et rénové aux 14e et 15e siècles. Il est classé au titre des monuments historiques en 1889.